# Fiona Lothian
Fiona Lothian es una deportista británica que compitió en duatlón. Ganó una medalla de bronce en el Campeonato Mundial de Duatlón de 1999 y una medalla de plata en el Campeonato Europeo de Duatlón de 1998.

## Palmarés internacional
| Campeonato Mundial | Campeonato Mundial            | Campeonato Mundial | Campeonato Mundial |
| Año                | Lugar                         | Medalla            | Prueba             |
| ------------------ | ----------------------------- | ------------------ | ------------------ |
| 1999               | Huntersville (Estados Unidos) | Medalla de bronce  | Individual         |
| Campeonato Europeo |                               |                    |                    |
| Año                | Lugar                         | Medalla            | Prueba             |
| 1998               | Pulawy (Polonia)              | Medalla de plata   | Individual         |